# Gonatocerus uat
Gonatocerus uat är en stekelart som beskrevs av Triapitsyn 2006. Gonatocerus uat ingår i släktet Gonatocerus och familjen dvärgsteklar.
Artens utbredningsområde är Peru. Inga underarter finns listade i Catalogue of Life.